# Cuarteto de cuerda n.º 11 (Beethoven)

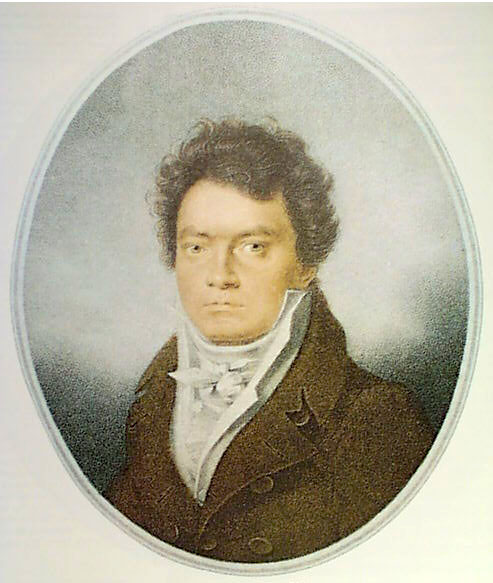
Retrato de Beethoven por Louis Letronne de 1814.

El Cuarteto de cuerda n.º 11 en fa menor, op. 95 es un cuarteto de cuerda de Ludwig van Beethoven. Fue compuesto de 1810 a 1811. 

## Composición

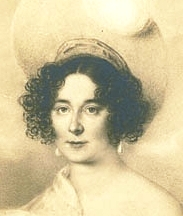
Therese Malfatti

Beethoven dedicó su Quartetto serioso, como llamó a esta composición, al «Señor von Zmeskall» como «un querido recuerdo de nuestra larga amistad». Este era el violonchelista Nikolaus Zmeskall von Domanovecz, quien fue testigo del enésimo amor infeliz de Beethoven, en este caso por Therese Malfatti, hija de su médico. Se dice que este amor no correspondido provoca el humor oscuro del cuarteto. Pero Beethoven tal vez estaba aún más consternado por el hecho de que la condesa Josephine Deym, a quien Beethoven había amado durante más de 10 años, se había vuelto a casar. Beethoven quedó consternado cuando su amigo Zmeskall von Domanovecz le agradeció la dedicatoria enviándole una caja de vino húngaro (Beethoven esperaba tal agradecimiento solo de los nobles a los que dedicaba sus obras): "¡Querido Z!... No eres mi deudor, sino que yo soy tuyo y ahora solo lo soy más, no puedo escribir cuánto me duele este regalo".
En contraste con sus cuartetos anteriores, en que Beethoven intentó estrenarlos lo antes posible, en este cuarteto comienza a disminuir el interés de Beethoven en una impresión rápida, debido a la reacción negativa hacia los " Cuartetos Rasumoski ". Beethoven revisó este cuarteto en 1814, solo tres años después de su composición, para una primera interpretación por el Cuarteto Schuppanzigh, que estaba estrechamente relacionado con Beethoven. En su correspondencia con Sir George Smart de Londres, el compositor describió el cuarteto el 7 de octubre de 1816, como "escrito para un pequeño círculo de conocedores y [...] nunca para ser interpretado en público". El cuarteto fue impreso en otoño de 1816. El autógrafo de 1810 se ha perdido. 
Este cuarteto forma parte del final de los "Cuartetos intermedios" de Beethoven. Solo después de 14 años, en 1824, Beethoven compuso el siguiente trabajo en este género, el Cuarteto de cuerda No. 12 (mi bemol mayor) op.127. 

## Movimientos
1. Allegro con brio (fa menor)
2. Allegretto, ma non troppo (re mayor)
3. Allegro assai vivace, ma serioso (fa menor)
4. Larghetto espressivo - Allegretto agitato (fa menor - fa mayor)

## Música
La sorprendente brevedad del Op. 95 en comparación con los cuartetos predecesores de Beethoven es una indicación de una forma de composición compresiva, que es particularmente evidente en las condensaciones de la armonía.

### Primer movimiento
El primer movimiento comienza con un tema enérgico que de repente termina en un descanso general después de un corto período de tiempo sin desarrollarse; el violín lo responde con una melodía conciliadora. El tono enérgico del tema, contra el cual el tema secundario de viola y violonchelo tiene pocas posibilidades, continúa prevaleciendo hasta que el movimiento termina en pianissimo. 
De acuerdo con el estilo de composición concentrada del cuarteto, no hay repetición de la exposición. Por esta razón, el desarrollo es muy escaso.

### Segundo movimiento
El segundo conjunto está diseñado en forma ABA con una parte B de dos partes. Comienza con una melodía suavemente descendente del violonchelo, seguida de una suave melodía del violín. Un fugato se desarrolla a partir de esta melodía y el segundo tema del movimiento. El acorde que concluye este movimiento es idéntico al acorde inicial del tercer movimiento.
El movimiento contiene referencias melódicas y armónicas al primer movimiento del cuarteto.

### Tercer movimiento
El tercer movimiento de cinco partes tiene la forma de un scherzo, pero no su carácter. Con el uso de un tema sombrío, se retoma el estilo enérgico del primer movimiento; a veces, el tono sombrío del tercer movimiento se ve interrumpido por un curso de música similar a un coral. 

### Cuarto movimiento
La breve introducción de Larghetto al cuarto movimiento es reemplazada por el animado tema del Finale Rondo y la obra termina en una despreocupada fa mayor. 
Se han hecho muchos intentos para interpretar este final en fa mayor. Theodor Helm, por ejemplo, vio "sufrimiento y supervivencia" y escribe: "El alma se ha liberado a sí misma, limpiada de los estados de ánimo dolorosos que la oprimen, ahora se despliega felizmente en regiones etéreas", mientras Paul Bekker dice: «El cuarteto en fa menor, con su sorprendente final, refleja este cambio del espectador que se queja.» «La solución a los problemas de la vida se ha encontrado así». Vincent d'Indy fue crítico con este final; otros lo consideraron una broma o "ironía romántica". New York 1971, S. 147</ref>

## Discografía seleccionada
- Cuarteto Busch, 1942 (Sony)
- Cuarteto Fine Arts, 1965 (Concert Disc)
- Cuarteto Italiano, 1968 (Philips)
- Cuarteto Végh, 1974 (Auvidis-Valois)
- Cuarteto Alban Berg, 1979 (EMI)
- Cuarteto Talich, 1980 (Calliope)
- CuartetoTakács, 2005 (Decca)
- Cuarteto Párkányí, 2008 (Praga)
- Cuarteto de cuerda de Tokio, 2009 (Harmonia Mundi)
- Cuarteto Artemis, 2011 (Virgin Classics)
- Cuarteto Belcea, 2014[18]

### Fundamental
- Matthias Moosdorf : Ludwig van Beethoven. Los cuartetos de cuerda Bärenreiter; Primera Edición 26. Junio de 2007, ISBN 978-3-7618-2108-4 .
- Gerd Indorf: cuartetos de cuerda de Beethoven: aspectos histórico-culturales e interpretación del trabajo Rombach; 2.ª Edición 31. Mayo de 2007, ISBN 978-3793094913 .
- Guía cultural Harenberg Música de cámara, Instituto Bibliográfico y FA Brockhaus AG, Mannheim, 2008, ISBN 978-3-411-07093-0
- Jürgen Heidrich: Los cuartetos de cuerda, en: Beethoven-Handbuch, Bärenreiter-Verlag Karl Vötterle GmbH & Co. KG, Kassel, 2009, ISBN 978-3476021533, pp. 173-218
- Lewis Lockwood : Beethoven: su música, su vida. Metzler, 2009, ISBN 978-3476022318, pp. 255-258

### Adicional
- Theodor Helm: cuartetos de cuerda de Beethoven. Intentó un análisis técnico de estas obras en relación con su contenido intelectual, Leipzig 1885, ³1921.
- Ludwig van Beethoven: Obras. Nueva edición de todas las obras, sección VI, volumen 4, cuartetos de cuerda II (op. 59, 74 y 95), ed. del Archivo de Beethoven Bonn (J. Schmidt-Görg et al. ), Munich Duisburg 1961ff.
- Joseph Kerman: Los cuartetos de Beethoven, Nueva York 1967
- Kurt von Fischer : »Nunca se realizará en público. «En el Cuarteto de cuerdas de Beethoven op. 95, en: Beethoven Yearbook 9, 1973/77, ed. por Hans Schmidt y Martin Staehelin, Bonn 1977, pp. 87-96
- Carl Dahlhaus : Sobre el concepto de la temática en Beethoven. Comentarios sobre el opus 95 y el opus 102.1, en: Beethoven 77. Contribuciones a la semana de Beethoven 1977, ed. por Friedhelm Döhl, Zúrich 1979, pp. 45-64.
- Reinhard Wiesend: Comentarios sobre el Cuarteto de cuerda op. 95, en: Contribuciones a la música de cámara de Beethoven, Simposio Bonn 1984, Munich 1987, pp. 125–134
- Hermann Danuser : Cuarteto de cuerda en fa menor, op. 95, en: Beethoven. Interpretaciones de sus obras, ed. por A. Riethmüller et al., 2 volúmenes, Laaber, ²1996, volumen 2, pp. 78-85